# Glareola pratincola
La canastera común (Glareola pratincola) es una especie de ave caradriforme de la familia Glareolidae propia de África, la Europa mediterránea y el sudoeste de Asia. Es un ave limícola atípica que recuerda a una golondrina grande, debido a su especializada alimentación aérea. 

## Descripción

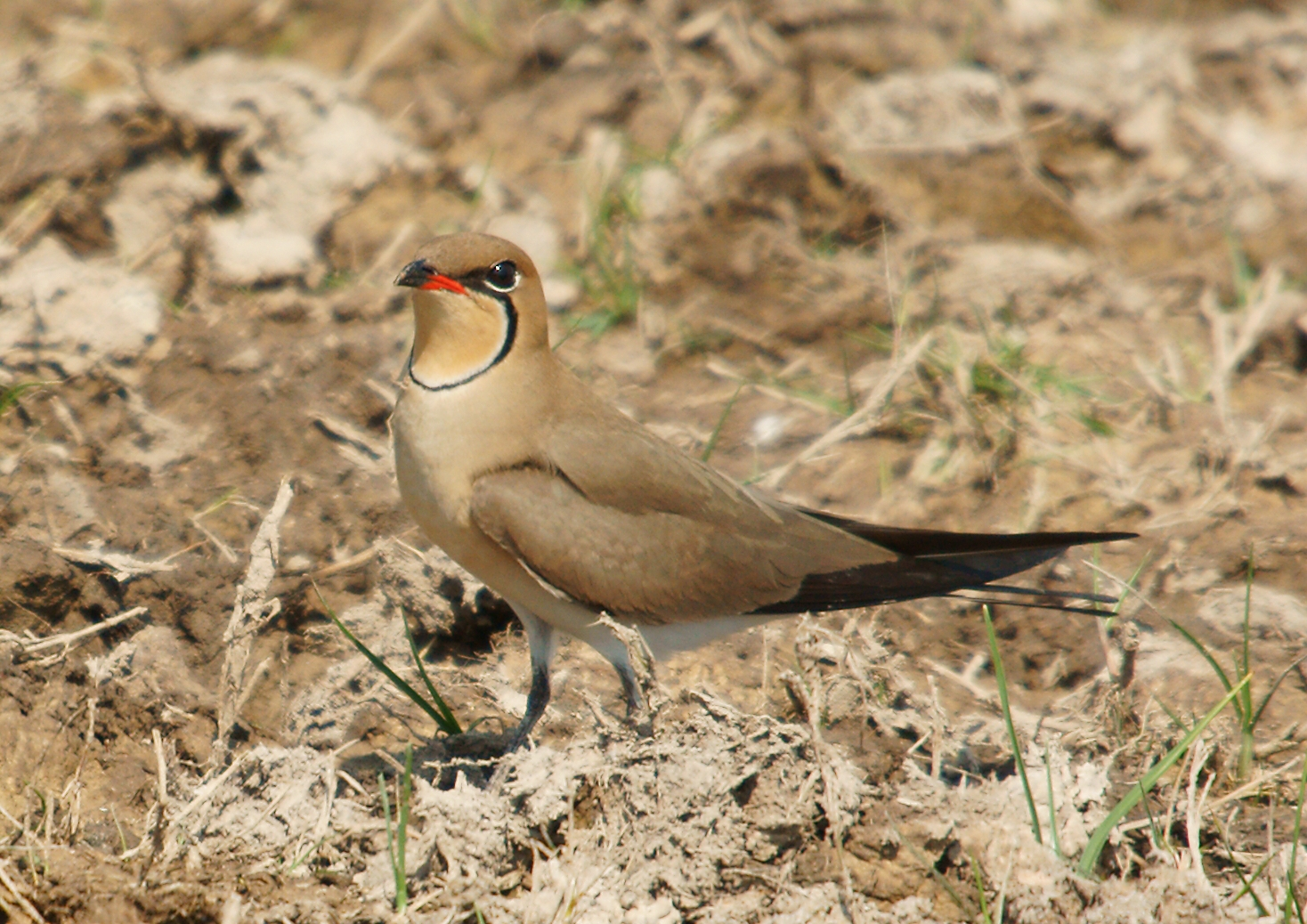
Canastera común posada en el suelo.

La canastera es un ave robusta y alargada con grandes alas, que mide entre 24–28 cm de largo con una envergadura alar de entre 60–70 cm. Tiene patas cortas, que no sobresalen por detrás en vuelo, y una cola ahorquillada. Tiene un pico corto adaptado a la captura de insectos en vuelo. Su espalda, cabeza y pecho son de color marrón uniforme, aunque sus plumas de vuelo son más oscuras y negruzcas. Su garganta es de color ocre amarillento y está enmarcada por una línea negra que llega casi hasta el ojo. Su vientre y obispillo son blancos, pero la parte inferior de sus alas es de color castaño.

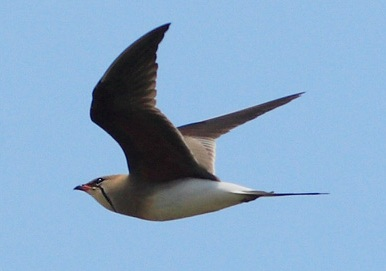
Ejemplar en vuelo.

Es necesaria muy buena visión para distinguirla en vuelo de otras especies de canasteras, como la canastera alinegra o la  canastera oriental, con las que puede coincidir en su área de distribución. La última también tiene la parte inferior de las alas castaña pero su cola es más corta. La primera como indica su nombre tiene la parte superior de las alas más oscura.

## Taxonomía
La canastera común se clasifica en el género Glareola, uno de los dos géneros de canasteras que integran la subfamilia Glareolinae, que junto a la subfamilia de los corredores, Cursoriinae, conforman la familia Glareolidae. A su vez los glareólidos se clasifican entre los Charadriiformes, un gran orden de aves en su mayoría acuáticas, que se divide en seis subórdenes: Lari (gaviotas, canasteras, corredores, picos tijera, charranes, alcas y afines), Charadrii (chorlitos, ostreros, avefrías, avocetas y afines), Chionidi (alcaravanes, picovainas y chorlito de Magallanes), Turnicidae (torillos) y Limicoli (correlimos, andarríos, jacanas, agachonas, aguateros y afines). Las canasteras se diferencian de los caradriformes típicos, incluso sus parientes más cercanos los corredores, por estar adaptadas a un modo de vida aéreo, por lo que tienen alas más largas y patas más cortas. 
La canastera común fue descrita científicamente por Carlos Linneo en 1766 en la duodécima edición de su obra Systema naturae, con nombre científico de Hirundo pratincola, clasificada junto a las golondrinas. Posteriormente fue trasladada al género Glareola, creado por el zoólogo francés Mathurin Jacques Brisson en 1760. El nombre del género, Glareola, procede del diminutivo del término latino glarea, que significa «grava», en referencia a su hábitat de anidamiento típico. El nombre específico,  pratincola, también alude a su hábitat, siendo la combinación de las palabras del latín, pratum, prati «prado» e incola «habitante».
Se reconocen dos subespecies de canastera común:
- Glareola pratincola pratincola (Linnaeus, 1766) - presente en Eurasia y el norte de África;
- Glareola pratincola fuelleborni Neumann, 1910 - propia del África subsahariana.

Anteriormente se describían dos subespecies más, G. p. erlangeri Neumann, 1920 y G. p. riparia Clancey, 1979 que ahora se integran en G. p. fuelleborni.

## Comportamiento

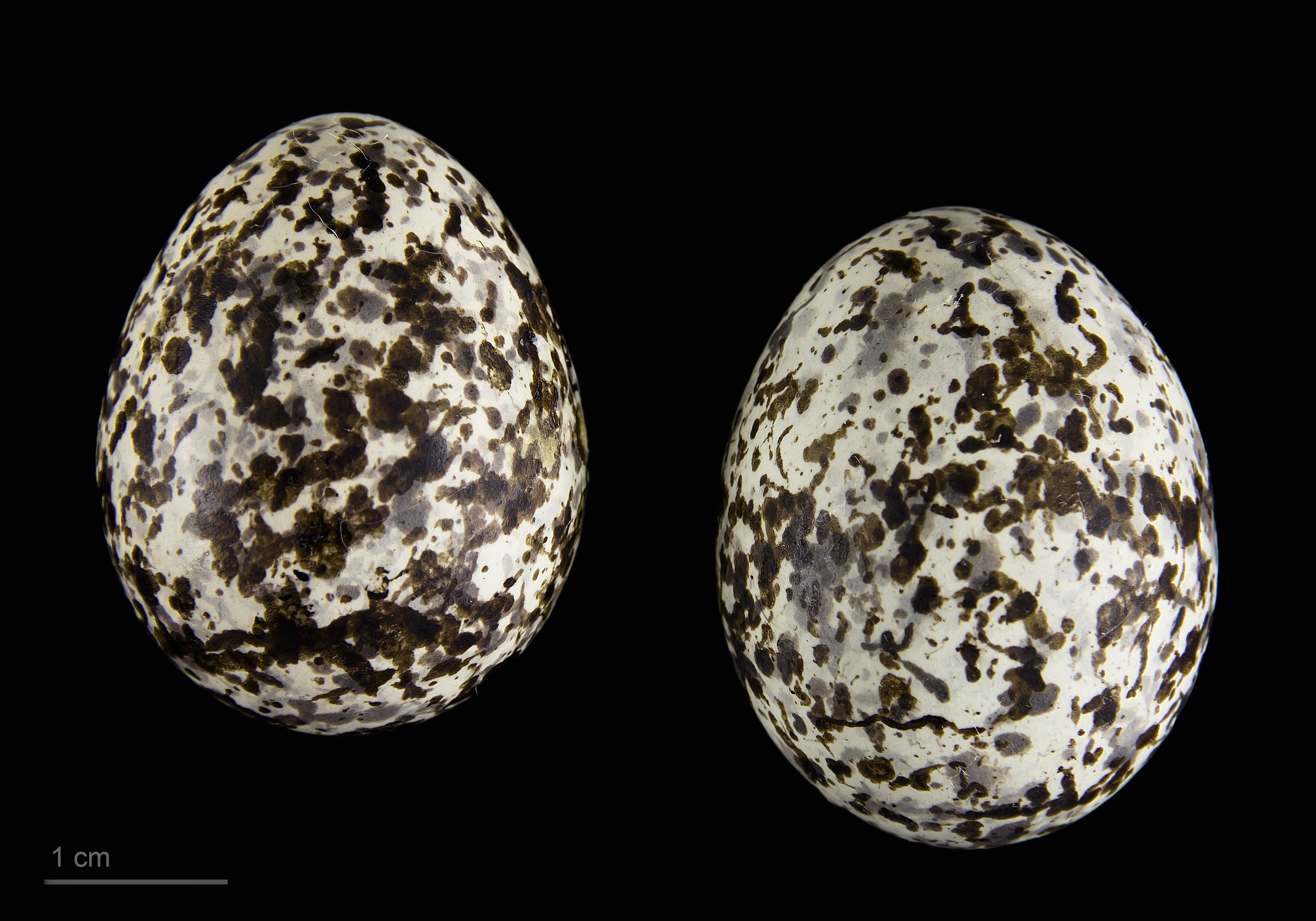
Glareola pratincola pratincola - MHNT

Su voz es de tipo charrán, muy aguda. Nidifica en abril-junio, poniendo dos o tres huevos en una única nidada, en agujeros someros. Se alimenta capturando insectos en pleno vuelo.

## Hábitat y distribución
Habita (en verano) en el sur y costa mediterránea de España, Portugal, humedales mediterráneos de Francia, Italia y los Balcanes; su hábitat son los pastos húmedos, marjales y salinas donde constituye colonias de nidificación laxas y usualmente asociadas a estérnidos, cigüeñuelas y similares.